# Lontokoiski-Kamen-Gebirge
Das Lontokoiski-Kamen-Gebirge (russisch хребет Лонтокойский Камень) ist ein bis etwa 760 m hohes Mittelgebirge des Mittelsibirischen Berglandes, jeweils im Norden von Sibirien, der Region Krasnojarsk und von Russland (Asien) gelegen.

## Geographie

### Geographische Lage
Das Lontokoiski-Kamen-Gebirge liegt durchschnittlich rund 240 km nördlich des nördlichen Polarkreises. Als äußerster Nordwestausläufer des Mittelsibirischen Berglandes leitet seine Landschaft in östlichen Richtungen über die Flusstäler von Norilka, Rybnaja, mit dem Ketasee, und Chantaika, mit dem Chantaikastausee, zum wesentlich größeren und höheren Putoranagebirge (max. 1701 m) über. Nach Westen fällt sie in das großflächige Westsibirische Tiefland ab, in dem besonders die Stromgebiete des nahen Jenissei und des weit entfernten Ob liegen. Nördlich des Gebirges befindet sich die Großstadt Norilsk und südlich der Chantaikastausee. Das Gebirge ist in Nord-Süd-Richtung rund 115 bis 120 km lang und in West-Ost-Richtung etwa 50 bis 60 km breit.

### Berge und Gewässer
Der höchste Berg des Lontokoiski-Kamen-Gebirges ist der nahe der Quelle des Südlichen Ergalach gelegene Kulgachmach (ca. 760 m; ⊙). Der größte Fluss ist die Dudinka, die im Gebirgssüdteil entspringt, nordwestwärts fließt, u. a. von dem Südlichen Ergalach gespeist wird und in den Jenissei mündet. In der Umgebung fließen Norilka (Nordosten), Rybnaja (Osten), Chantaika (Süden) und Jenissei (Westen). In den im Gebirge und in seinen Ausläufern verlaufenden Fließgewässern, mit zumeist felsigen Gewässerbetten, befinden sich viele Stromschnellen und Wasserfälle. Außerdem gibt es zahlreiche Kleinseen, der größte heißt Tschibitscheme, dessen Wasser über den Gebirgsbach Tschibitscheme westwärts in die Dudinka fließt. In seinem Umland liegen unter anderem Pjassinosee (etwas entfernt im Norden), Melkojesee (Nordosten) und Chantaikastausee (Südosten und Süden), wobei letzterer beim einiges südlich des Gebirges befindlichen Sneschnogorsk am Wasserkraftwerk Ust-Chantaika aufgestaut wird.

### Ortschaften
Im Lontokoiski-Kamen-Gebirge und an seinen östlichen, südlichen und westlichen Rändern gibt es keine Siedlungen. An seinen Nordausläufern liegt jedoch als einzige Großstadt Norilsk und das etwas westlich davon gelegene Kajerkan. Weit nordwestlich liegt an der Mündung der Dudinka in den Jenissei Dudinka, und einiges südlich befindet sich am Chantaikastausee Sneschnogorsk.

## Geologie
Geologisch betrachtet ist das Lontokoiski-Kamen-Gebirge nahezu vollständig aus Basalten und verwandten Gesteinen aufgebaut, die zum Vulkanismus des sibirischen Trapp gehören. Es gibt Vorkommen an Erz, Kupfer, Palladium und besonders Nickel. Die nördlichen, östlichen und südlichen Gebirgsflanken haben zumeist steile Hangneigung, die westlichen fallen eher sanft ab. Vielerorts ist die Landschaft zerklüftet und – für Frostschuttwüsten typisch – stark verwittert.

## Klima und Flora
Im Lontokoiski-Kamen-Gebirge herrscht, abgesehen insbesondere von südlichen Tallagen, die etwas weniger kalten Nordwinden ausgeliefert sind, ein raues Kontinentalklima. Der meiste Niederschlag fällt im Sommer. In den niederschlagsarmen Wintern bildet sich meist eine nur geringe Schneedecke, die dann aber lange erhalten bleibt. Als Folge des Klimawandels taut der Permafrostboden zunehmend auf und wird deswegen schlammig. In den Tälern breitet sich borealer Nadelwald (Taiga) mit Fichten und Lärchen aus, und auf den felsigen Hochlagen stockt die Tundra mit Flechten und Moosen.

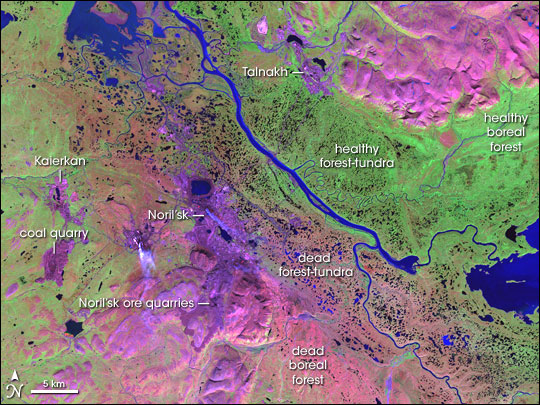
Falschfarbenfoto: Aus der Produktion des Konzerns MMC Norilsk Nickel resultierende Umweltverschmutzung im Lontokoiski-Kamen-Gebirge, in der Region Norilsk und an der Norilka

## Umweltverschmutzung
Die Industrie-Anlagen des Konzerns MMC Norilsk Nickel, dem Weltmarktführer der Produktion von Nickel und Palladium, mit in den Nordausläufern des Lontokoiski-Kamen-Gebirges bei Norilsk und Kajerkan sowie bei Talnach am Putoranagebirge befindlichen Tagebauen, führen zu starken Umweltverschmutzungen. Daher ist das Gebirge besonders im Norden stark mit Schwermetallen und diversen Umweltgiften belastet.